# 9½ Wochen
9½ Wochen ist ein US-amerikanischer Erotikfilm des Regisseurs Adrian Lyne aus dem Jahr 1986 mit Mickey Rourke und Kim Basinger in den Hauptrollen. Er basiert auf dem Buch 9½ Weeks (dt. Titel: Neun Wochen und drei Tage – Erinnerungen an eine Liebeserfahrung) von Elizabeth McNeill. Der Film spielte weltweit 100 Millionen US-Dollar ein. 1997 erschien die Fortsetzung mit dem deutschen Titel 9½ Wochen in Paris. 1998 erschien das Prequel The First 9½ Weeks (dt. Die ersten 9½ Wochen).

## Handlung
In New York begegnet der reiche Börsenmakler John im Viertel Chinatown zufällig der Kunstgaleristin Elizabeth, die in SoHo arbeitet. Nach einem kurzen Flirt treffen sie kurze Zeit später im Greenwich Village wieder aufeinander, wo John ihr spontan ein teures Designertuch schenkt. Beide lernen sich kennen und lassen sich auf eine sexuelle Beziehung ein, in der sie immer neue, anregendere Spielarten bis hin zu solchen sadomasochistischer Natur praktizieren. Der dominante John testet dabei immer neue Grenzen aus, kann bzw. will sich aber nicht auf eine emotionale Beziehung einlassen.
Als Elizabeth auf Wunsch und Anregung von John mit verbundenen Augen von einer Prostituierten verwöhnt werden soll, empfindet sie das als über ihre Grenzen gehend. Als John sich Elizabeth emotional öffnen will, ist es bereits zu spät. Elizabeth zieht die Notbremse und beendet die Beziehung, die sie seelisch stark belastet hat. Nach etwas mehr als neun Wochen verlässt sie ihren Liebhaber. John bleibt verzweifelt zurück.

## Synchronisation
Die Synchronisation erfolgte bei Deutsche Synchron in Berlin unter der Synchronregie von Michael Richter.
| Rolle         | Darsteller         | Sprecher         |
| ------------- | ------------------ | ---------------- |
| John Gray     | Mickey Rourke      | Wolfgang Müller  |
| Elizabeth     | Kim Basinger       | Evelyn Maron     |
| Bruce         | Olek Krupa         | Knut Reschke     |
| Farnsworth    | Dwight Weist       | Helmut Heyne     |
| Galerie-Kunde | Victor Truro       | Lothar Blumhagen |
| Harvey        | David Margulies    | Kurt Goldstein   |
| Michael       | Michael Margotta   | Ronald Nitschke  |
| Molly         | Margaret Whitton   | Karin Buchholz   |
| Sinclair      | Roderick Cook      | Gerd Holtenau    |
| Sue           | Karen Young        | Ulrike Möckel    |
| Ted           | William De Acutis  | Thomas Petruo    |
| Thea          | Christine Baranski | Renate Danz      |

## Kritiken
Der Journalist Roger Ebert vergleicht in einem seiner Artikel 9½ Wochen mit Der letzte Tango in Paris. Ebert erwähnt die erotische Anspannung zwischen Kim Basinger und Mickey Rourke und lobt die Chemie zwischen den Hauptdarstellern. Wie viele Filme mit explizit sexuellen Bildern riskiere auch 9½ Wochen, die Grenze zur Lächerlichkeit zu überschreiten. Das Faszinierende sei jedoch, dass er eine Frau zeige, die selbstbewusst entscheidet, was sie bereit ist zu tun und was nicht. Auch die Darsteller würden in ihren Rollen überzeugen.

## Auszeichnungen
Der Film wurde im Jahr 1986 in drei Kategorien für den Negativpreis Goldene Himbeere nominiert: Für Kim Basinger als schlechteste Darstellerin, für den schlechtesten Song I Do What I Do (von Jonathan Elias, John Taylor, Michael Des Barres) und für das schlechteste Drehbuch. Von der deutschen Film- und Medienbewertung (FBW) erhielt der Film die Auszeichnung Prädikat Wertvoll.

## Rezeption
Bekannt ist der Film neben seinem erotischen Inhalt auch für seine asiatisch inspirierte Mode. So öffnet John einen Wandschrank, der eine Vielzahl identischer Hemden des Designerhauses Comme des Garçons enthält. Neben dieser Produktplatzierung machte der Film auch die von Joe Cocker gesungene Version des Randy-Newman-Songs You Can Leave Your Hat On erneut populär. Die Idee der im Film enthaltenen Liebesszene mit Lebensmitteln wurde in der Komödie Hot Shots! – Die Mutter aller Filme in etwas veränderter Form nochmals aufgegriffen. In Musikvideos von Sheena Easton zu Days Like This und Sarah Connors Version von Sexual Healing wird der Film zitiert. 2014 wurde mit 9 1/2 Weeks: An Erotic XXX Parody eine Pornoparodie auf den Originalfilm veröffentlicht.